# EICAR
EICAR (anglicky European Institute for Computer Antivirus Research; česky Evropský institut pro výzkum počítačových antivirů) je nezisková organizace, sídlící v Mnichově, založená v roce 1990.
Je znám jejich testovací soubor eicar.com.